# Leonardo Nemer Caldeira Brant
Leonardo Nemer Caldeira Brant (Belo Horizonte, 15 de julho de 1966) é um jurista brasileiro. É doutor em Direito Internacional pela Universidade de Paris X Nanterre, sendo professor do Departamento de Direito Público na Universidade Federal de Minas Gerais. É o fundador e presidente do Centro de Direito Internacional (CEDIN). Atuou em importantes órgãos internacionais e é ex-Membro do Comitê Consultivo para Nomeações do Tribunal Penal Internacional (TPI), Haia.
Brant foi candidato nas eleições de 2014 para o Tribunal Penal Internacional, não tendo sido escolhido na votação dos Estados. Em 2022, foi novamente candidato para uma corte internacional, desta vez para juiz da Corte Internacional de Justiça, sendo eleito na escolha para completar o mandato de Cançado Trindade.

## Trajetória acadêmica
Leonardo graduou-se em Direito pela Universidade Federal de Minas Gerais em 1991. No mesmo ano, obteve diploma em Estudos Avançados em Direitos Humanos pelo Instituto Interamericano de Derechos Humanos (IIDH).
Em 1993, tornou-se mestre em direito, também pela UFMG. Ainda neste ano, obteve diploma em Estudos Avançados em Direito Internacional pela Academia de Direito Internacional de Haia.
Em 1996 e 1997, obteve, respectivamente, qualificações em Estudos Avançados em Direitos Humanos pelo Institut international des droits de l'homme e em Estudos Avançados em Reformas das Nações Unidas através do “United Nations Study Programme”, em Genebra.
Em 2000, concluiu o doutorado em Direito Internacional, pela Université Paris X – Nanterre com a tese “A Autoridade da Coisa Julgada no Direito Internacional Público”, vencedora do “Prix de la Chancellerie de l'Académie de Paris, Ministere de la Recherche - Departement Sciences de la Societe de la Republique Française”.

## Atuação profissional
Brant iniciou como professor de Direito internacional público e Direito penal internacional na UFMG em 1994. Desde 2002, ele também leciona na Pontifícia Universidade Católica de Minas Gerais, em Belo Horizonte.
Em 2002, co-fundou o Nemer Caldeira Brant Advogados, escritório especializado em direito internacional, direito penal internacional e direitos humanos.
Entre 2003 e 2004, trabalhou como jurista no departamento jurídico da Corte Internacional de Justiça (CIJ).
Ocupou o cargo de conselheiro de Relações Exteriores da Prefeitura Municipal de Belo Horizonte entre 2005 e 2009.

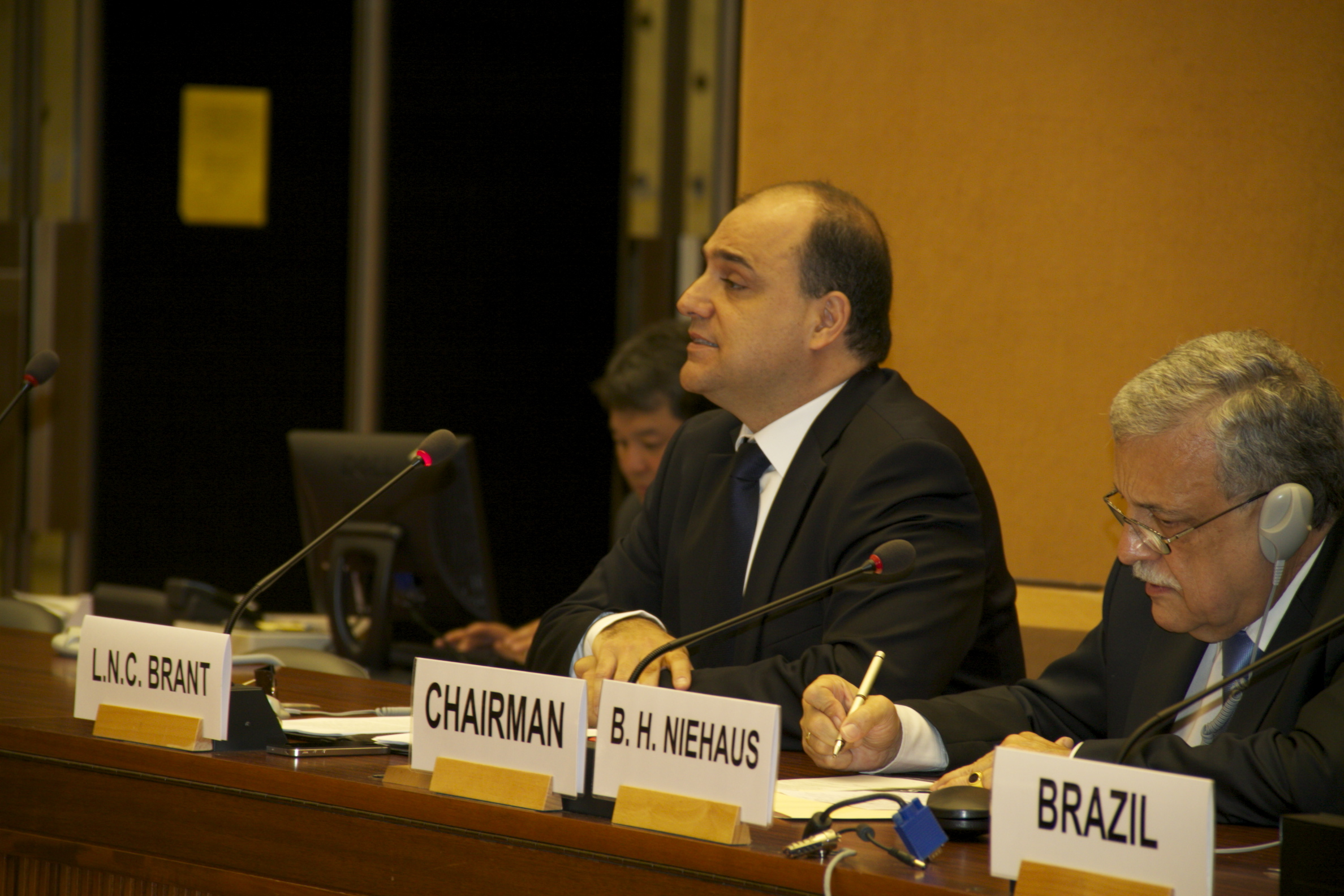
Leonardo N. C. Brant no escritório da ONU em Genebra

Em 2005, Brant fundou o Centro de Direito Internacional (CEDIN), sediado em Belo Horizonte. A instituição é um centro de pesquisa especializado em direito internacional, direito humanitário, direito penal internacional e segurança internacional.
Brant também fundou o Anuário Brasileiro de Direito Internacional, em 2006.
Em junho de 2014, Brant foi oficialmente indicado pelo governo brasileiro como candidato ao posto de juiz do Tribunal Penal Internacional na Haia. Porém, não foi eleito. A única brasileira escolhida, até hoje, para a função foi a jurista Sylvia Steiner (em 2002).

## Condecorações
| Insígnia | País   | Honra                                 | Data                  |
| -------- | ------ | ------------------------------------- | --------------------- |
|          | Brasil | Grande Oficial da Ordem de Rio Branco | 1 de dezembro de 2022 |

## Livros/publicações
Disponível em http://buscatextual.cnpq.br/buscatextual/visualizacv.do?id=K4723642H6#ProducoesCientificas.